# Liga 2023-24 heren (volleybal België)
Het seizoen 2023/24 van de Belgische Liga heren.

## Promoties naar en degradaties uit de Liga na vorig seizoen

### Gedegradeerde teams na vorig seizoen
Wegens het lage aantal teams was er geen sportieve degradant het voorbije seizoen.

### Gepromoveerde teams na vorig seizoen
VT Marke Webis werd kampioen in Nationale 1, maar weigerde de promotie naar de Liga.

## Vooraf
Menen verhuist voor dit seizoen tijdelijk naar de sporthal Ter Steelandt in Menense deelgemeente Rekkem. Intussen wordt hun thuisbasis de Vauban gemoderniseerd.
Haasrode Leuven verhuist definitief naar de Sportoase te Leuven nadat ze er vorig seizoen al hun Play-off matchen afwerkten. Ook hun Europese matchen speelden ze er al.
Caruur Gent beschikt sinds dit seizoen over een challenge systeem.
De Franstalige vleugel van Volley Belgium kocht een video challenge systeem aan. Deze kan vanaf dit seizoen ook gebruikt worden door Waremme en Guibertin bij de heren en Tchalou en Charleroi bij de dames.

## Clubs
Negen ploegen startten aan het seizoen 2023/24 in de Liga. Zeven clubs komen uit Vlaanderen, twee uit Wallonië. De best vertegenwoordigde provincies zijn West-Vlaanderen, Oost-Vlaanderen en Limburg, met ieder twee clubs. Luik, Vlaams-Brabant en Waals-Brabant tellen allen één ploeg. De provincies Antwerpen, Namen, Luxemburg en Henegouwen hebben geen vertegenwoordigers in de hoogste reeks.
Ook het Brussels Hoofdstedelijk Gewest heeft geen vertegenwoordiger in deze competitie.
| # | Club                   | Locatie            | Sporthal                   |
| - | ---------------------- | ------------------ | -------------------------- |
| 1 | Knack Roeselare        | Roeselare          | Tomabelhal Schiervelde     |
| 2 | Greenyard Maaseik      | Maaseik            | Steengoed Arena            |
| 3 | Lindemans Aalst        | Aalst              | Sportcentrum Schotte       |
| 4 | Tectum Achel           | Achel              | Sportcentrum De Koekoek    |
| 5 | Decospan Menen         | Rekkem             | Sporthal Ter Steenlandt    |
| 6 | Waremme Volley         | Borgworm           | Province Ballons Arena     |
| 7 | Caruur Volley Gent     | Oostakker          | Edugo Arena                |
| 8 | Volley Haasrode Leuven | Leuven             | Sportoase                  |
| 9 | Volley Guibertin       | Mont-Saint-Guibert | Centre sportif Jean Moisse |

| 1 2 3 4 5 6 7 8 9 Geografische verspreiding clubs |

## Reguliere competitie
In deze competitie speelden alle ploegen 2 keer tegen elkaar. Eén keer thuis en één keer uit. Op het einde had iedere ploeg 16 matchen gespeeld. De top 6 ging door naar de Champion Play-Off, de laatste 3 naar de Challenge Play-Off (ook gekend als de Play-Downs). Hoe hoger de ploeg eindigde in de reguliere competitie, hoe groter de bonus om te starten aan de Play-Offs. De laatste kreeg 0 bonuspunten, de voorlaatste heeft er 1, enz. Dit gold voor beide nacompetities.
| Pl. | Club              | Gesp. | 3-0 | 3-1 | 3-2 | 2-3 | 1-3 | 0-3 | SV | ST | Ratio | Ptn. | PO of PD |
| --- | ----------------- | ----- | --- | --- | --- | --- | --- | --- | -- | -- | ----- | ---- | -------- |
| 1   | Knack Roeselare   | 16    | 6   | 4   | 4   | 0   | 2   | 0   | 44 | 18 | 2,44  | 38   | PO       |
| 2   | Greenyard Maaseik | 16    | 7   | 3   | 0   | 1   | 4   | 1   | 36 | 21 | 1,71  | 31   | PO       |
| 3   | Lindemans Aalst   | 16    | 6   | 2   | 2   | 2   | 3   | 1   | 37 | 24 | 1,54  | 30   | PO       |
| 4   | Decospan Menen    | 16    | 4   | 2   | 1   | 1   | 3   | 5   | 26 | 31 | 0,84  | 21   | PO       |
| 5   | Haasrode Leuven   | 16    | 4   | 0   | 2   | 5   | 3   | 2   | 31 | 34 | 0,91  | 21   | PO       |
| 6   | Waremme Volley    | 16    | 1   | 3   | 3   | 2   | 2   | 5   | 27 | 36 | 0,75  | 20   | PO       |
| 7   | Tectum Achel      | 16    | 1   | 4   | 2   | 0   | 1   | 8   | 22 | 35 | 0,63  | 19   | PD       |
| 8   | Volley Guibertin  | 16    | 2   | 1   | 3   | 4   | 2   | 4   | 28 | 37 | 0,76  | 19   | PD       |
| 9   | Caruur Gent       | 16    | 1   | 4   | 0   | 2   | 3   | 6   | 22 | 37 | 0,59  | 17   | PD       |

## Challenge Play-Off
De laatste 3 ploegen uit de reguliere competitie speelden in de Challenge Play-Off. Dit waren Achel, Guibertin en Gent. Ze begonnen deze nacompetitie met respectievelijk 2, 1 en 0 bonuspunten. Omdat er in totaal minder dan 10 ploegen in de Liga actief waren was er geen sportieve degradant. Aangezien de bekerwinnaar Roeselare zich ook plaatste voor de titelfinale en zo zeker in de top 4 zou eindigen, werd de Challenge Ticket Qualification georganiseerd, waarvoor de top twee ploegen uit deze competitie zich kwalificeerden.
| Pl. | Club             | Gesp. | 3-0 | 3-1 | 3-2 | 2-3 | 1-3 | 0-3 | SV | ST | Ratio | Ptn. | Extra punten | Sportieve gevolgen             |
| --- | ---------------- | ----- | --- | --- | --- | --- | --- | --- | -- | -- | ----- | ---- | ------------ | ------------------------------ |
| 1   | Tectum Achel     | 4     | 0   | 1   | 2   | 1   | 0   | 0   | 11 | 8  | 1,38  | 10   | 2            | Challenge Ticket Qualification |
| 2   | Caruur Gent      | 4     | 0   | 1   | 1   | 2   | 0   | 0   | 10 | 9  | 1,11  | 7    | 0            | Challenge Ticket Qualification |
| 3   | Volley Guibertin | 4     | 0   | 0   | 1   | 1   | 2   | 0   | 7  | 11 | 0,64  | 4    | 1            |                                |

## Champion Play-Off
De top 6 uit de reguliere competitie speelden Champion Play-Off. Dit waren Roeselare, Maaseik, Aalst, Menen, Haasrode Leuven, en Waremme. Ze startten deze nacompetitie respectievelijk met 5, 4, 3, 2, 1 en 0 bonuspunten. De eerste twee plaatsten zich voor de finale. Indien de bekerwinnaar Roeselare zich plaatste voor de top 4, moesten de twee laatste ploegen in actie komen in de Challenge Ticket Qualification.
| Pl. | Club              | Gesp. | 3-0 | 3-1 | 3-2 | 2-3 | 1-3 | 0-3 | SV | ST | Ratio | Ptn. | Extra Ptn. | Sportieve gevolgen             |
| --- | ----------------- | ----- | --- | --- | --- | --- | --- | --- | -- | -- | ----- | ---- | ---------- | ------------------------------ |
| 1   | Greenyard Maaseik | 10    | 5   | 2   | 1   | 2   | 0   | 0   | 28 | 10 | 2,80  | 29   | 4          | Champions League en PO finale  |
| 2   | Knack Roeselare   | 10    | 3   | 2   | 4   | 0   | 1   | 0   | 28 | 13 | 2,15  | 28   | 5          | Champions League en PO finale  |
| 3   | Lindemans Aalst   | 10    | 3   | 2   | 0   | 1   | 1   | 3   | 18 | 17 | 1,06  | 19   | 3          | CEV Cup                        |
| 4   | Haasrode Leuven   | 10    | 2   | 3   | 0   | 2   | 1   | 2   | 20 | 18 | 1,11  | 18   | 1          | CEV Cup                        |
| 5   | Decospan Menen    | 10    | 0   | 0   | 1   | 2   | 3   | 4   | 10 | 29 | 0,34  | 6    | 2          | Challenge Ticket Qualification |
| 6   | Volley Waremme    | 10    | 0   | 0   | 2   | 1   | 3   | 4   | 11 | 28 | 0,39  | 5    | 0          | Challenge Ticket Qualification |

## Challenge Ticket Qualification
Indien de bekerwinnaar zich ook kwalificeert voor een Europese competitie via het nationale kampioenschap (in de praktijk is dit het geval als de bekerwinnaar in de top 4 eindigt), wordt er een extra competitie gespeeld om te bepalen welke ploeg het vijfde Europese ticket bemachtigt. Voor dit seizoen is dit een ticket voor de CEV Challenge Cup. Dit toernooi bepaalt ook de officiële eindstand voor plaatsen 5 t.e.m. 8 in het klassement. Dit omdat volgens de CEV regels de Europese tickets moeten worden verdeeld volgens de volgorde in het eindklassement van de competitie en eventueel de bekerwinnaar. Als deze competitie niet moet worden gespeeld, bepaalt de eindrangschikking van de play-offcompetities (inclusief de finale) de eindrangschikking.
In deze competitie spelen de nummers 5 en 6 van de Champion Play-Off tegen de nummers 1 en 2 van de Challenge Play-Off. De ploegen uit de Champion Play-Off hebben het thuisvoordeel. Iedere ronde wordt in één match beslist. De nummer 5 van de Champion Play-Off speelt tegen de nummer 2 van de Challenge Play-Off. De nummer 6 van de Champion Play-Off speelt tegen de nummer 1 van de Challenge Play-Off. Vervolgens spelen de winnaars van deze matchen de finale. De ploeg die in de play-offcompetities (Champion en Challenge) het hoogste eindigde krijgt het thuisvoordeel. De winnaar van deze finale eindigt vijfde in het algemene klassement en krijgt het laatste Europese ticket toegewezen. De verliezende finalist wordt zesde in de eindrangschikking. De ploegen die de eerste ronde verloren worden zevende en achtste. De ploeg die het hoogste eindigde in de play-offcompetities (Champion en Challenge) neemt de zevende plaats in.
Dit seizoen won Roeselare de beker en kwalificeerde de ploeg zich ook voor de CEV Champions League waardoor deze nacompetitie gespeeld diende te worden.
Ronde 1
| Datum      | Thuisploeg     | Uitslag | Bezoekende ploeg |
| ---------- | -------------- | ------- | ---------------- |
| 19.04.2024 | Decospan Menen | 3:2     | Caruur Gent      |

| Datum      | Thuisploeg     | Uitslag | Bezoekende ploeg |
| ---------- | -------------- | ------- | ---------------- |
| 21.04.2024 | Waremme Volley | 3:2     | Tectum Achel     |

Ronde 2
| Datum      | Thuisploeg     | Uitslag | Bezoekende ploeg |
| ---------- | -------------- | ------- | ---------------- |
| 26.04.2024 | Decospan Menen | 3:1     | Waremme Volley   |

Menen won deze competitie. Het eindigde vijfde in het eindklassement en behaalde het bijbehorende Europese ticket voor de CEV Challenge Cup.

## Champion Final
De twee hoogst gerangschikte ploegen uit de Champion Play-Off speelden de finale. Dit seizoen waren dit Maaseik en Roeselare. De eerste ploeg met drie overwinningen werd gekroond tot kampioen. Er werd afwisselend thuis en uit gespeeld. De eerste match werd gespeeld in de zaal van de hoogst geplaatste ploeg van de Champion Play-Off: Maaseik.
| Datum      | Thuisploeg        | Uitslag | Bezoekende ploeg  |
| ---------- | ----------------- | ------- | ----------------- |
| 18.04.2024 | Greenyard Maaseik | 3:1     | Knack Roeselare   |
| 20.04.2024 | Knack Roeselare   | 3:1     | Greenyard Maaseik |
| 23.04.2024 | Greenyard Maaseik | 0:3     | Knack Roeselare   |
| 25.04.2024 | Knack Roeselare   | 2:3     | Greenyard Maaseik |
| 28.04.2024 | Greenyard Maaseik | 0:3     | Knack Roeselare   |

Na vijf wedstrijden kroonde Roeselare zich tot kampioen.

## Eindrangschikking
| Pl. | Club              | Europees         |
| --- | ----------------- | ---------------- |
| 1   | Knack Roeselare   | Champions League |
| 2   | Greenyard Maaseik | Champions League |
| 3   | Lindemans Aalst   | CEV Cup          |
| 4   | Haasrode Leuven   | CEV Cup          |
| 5   | Decospan Menen    | Challenge Cup    |
| 6   | Waremme Volley    |                  |
| 7   | Tectum Achel      |                  |
| 8   | Caruur Gent       |                  |
| 9   | Volley Guibertin  |                  |

## Promoties naar en degradaties uit de Liga op het einde van het seizoen

### Degraderend team
Omwille van het lage aantal ploegen was er dit seizoen geen sportieve degradant. Omdat men de Liga de komende seizoenen wil uitbreiden naar 12 ploegen zullen er ook de komende seizoenen sowieso geen sportieve degradanten zijn.

### Promoverend team
VT Marke Webis werd voor de tweede maal op rij kampioen in Nationale 1, maar weigerde opnieuw de promotie naar de Liga. Vicekampioen Interfreight Brabo Antwerp VT aanvaardde echter wel de promotie en zette de stap naar de Liga voor de komende seizoenen, wat het aantal ploegen in de Liga opnieuw op 10 bracht.